# 常川藍里
常川 藍里（つねかわ あいり、1992年9月24日 - ）は、日本の俳優である。東京都出身。オフィスストンプ所属。

## 人物
- 特技：ダンス
- 趣味：映画鑑賞
- 2015年3月に洗足学園音楽大学ミュージカルコースを首席卒業[2]。
- ミュージカルを中心に舞台で活躍している。
- 父親は東京グランギニョル『ライチ光クラブ』初演のゼラ役で知られる、俳優の常川博行[3]。
- 母親は作家・脚本家の村上ナッツ。

## 出演

### 舞台
2010 - 2012年
- 『オレの内（ウチ）に来てクリエ！』～Come on a my House！～（2010年5月1日 - 5月9日、シアタークリエ）
- 『みんなクリエに来てクリエ！』[PART 2]（2010年5月21日 - 5月26日、シアタークリエ）
- PLAYZONE 2010　ROAD TO PLAYZONE（2010年7月9日 - 8月1日、青山劇場、8月14日 - 8月22日、梅田芸術劇場 メインホール）
- 滝沢歌舞伎 2012（2012年4月8日 - 5月6日、日生劇場）

2014年
- 劇団☆新感線『蒼の乱』（2014年3月27日 - 4月26日、東急シアターオーブ / 5月8日 - 27日、梅田芸術劇場メインホール）[4]
- ミュージカル『ミリオンダラー・ヒストリー』（2014年8月13日 - 17日、天王洲銀河劇場） - ヨンハ 役[5]
- 学内公演 ブロードウェイミュージカル『CHICAGO』（2014年10月11日、洗足学園前田ホール） - ビリー 役[6]

2015年
- ミュージカル『鶴姫伝説』（2015年8月17日 - 2016年1月4日、坊ちゃん劇場） - 陶晴賢 役[7][8]
- ミュージカル『WAYOUT 2015』（2015年2月27日・28日、大阪エル・シアター / 3月4日 - 8日、東京芸術劇場プレイハウス） - 野口 役[9]

2016年
- 劇団四季『ウェストサイド物語』（2016年2月14日 - 5月8日、四季劇場[秋] / 2016年6月 - 2017年1月、全国公演） - ベイビー・ジョーン役[10][11]
- 「恋するブロードウェイ♪ ～It’s festival！～」（2016年10月14日 - 16日、恵比寿ザ・ガーデンホール）
- 劇団四季『リトル・マーメイド』（2016年10月～、名古屋公演） - フランダー役

2017年
- ミュージカル『ALTAR BOYZ』（2017年2月3日 - 16日、新宿FACE / 2月18日、森ノ宮ピロティホール） - アブラハム 役[12]
- ミュージカル『ALTAR BOYZ』合同公演（2017年2月24日 - 26日、品川プリンス・ステラボール） - アブラハム 役[13]
- ミュージカル『素敵な世界』（2017年3月29日 - 4月2日、本多劇場）[14]
- 劇団☆新感線『髑髏城の七人 season鳥』（2017年6月27日 - 9月1日、IHIステージアラウンド東京） - 黄平次役[15]
- 劇団☆新感線『髑髏城の七人 season月』（2017年11月23日 - 2018年2月21日、IHIステージアラウンド東京） - 青吉 役[16]

2018年
- 劇団四季『リトル・マーメイド』（2018年4月5日 - 6月17日、名古屋四季劇場 / 10月～、大阪四季劇場 / 12月～、北海道四季劇場） - フランダー役[17]
- 劇団☆新感線『メタル・マクベス disc2』（2018年9月15日 - 10月25日、IHIステージアラウンド東京）ローマン役[18]
- 哲学者の薔薇園 クリスマスリーディングライブ 「くるみ割り人形とねずみの王さま」（2018年12月17日、四谷 喫茶茶会記）

2019年
- ミュージカル『ALTAR BOYZ』（2019年3月20日 - 4月7日、新宿FACE） - アブラハム 役[19]
- ミュージカル『ALTAR BOYZ』合同公演（2019年4月12日 - 14日、品川プリンス・ステラボール） - アブラハム 役[19]
- 劇団四季『リトル・マーメイド』（2019年5月1日 - 7月7日、北海道四季劇場） - フランダー 役
- ミュージカル『茶の夢～宗箇さぁと私～』（2019年9月7日 - 22日、広島県民文化センター） - 小太郎・ナカムラ 役[20]
- ミュージカル『ロカビリー☆ジャック』（2019年12月5日 - 30日、シアタークリエ / 2020年1月11日・12日、福岡市民会館 / 1月16日、日本特殊陶業市民会館 ビレッジホール） - フィル・グッドマン 役[21]

2020年
- 劇団四季『リトル・マーメイド』（2020年3月24日 - 28日、大阪四季劇場  ※公演中止） - フランダー 役[22][23]
- 『SAMBA NIGHT 2020』（2020年5月13日 - 20日、博品館劇場 ※全公演中止）
- ミュージカル『四月は君の嘘』（2020年7月5日 - 26日、東京建物 Brillia HALL 他　※全公演中止）
- 『Dramatic Musical Concert』（2020年9月16日 - 24日、博品館劇場）[24]

2021年
- ミュージカル『The Illusionist -イリュージョニスト-』（2021年1月27日 - 29日、日生劇場）[25]
- ミュージカル『アリージャンス～忠誠～』（2021年3月12日 - 28日、東京国際フォーラム ホールC / 4月17日・18日、愛知県芸術劇場 大ホール / 4月23日 - 25日、 梅田芸術劇場 メインホール）
- ミュージカル『ALTAR BOYZ』合同公演（2021年5月5日、恵比寿ザ・ガーデンホール　※公演中止） - ゲスト出演
- ミュージカル『ジャック・ザ・リッパー』（2021年9月9日 - 29日、日生劇場 / 10月8日 - 10日、フェニーチェ堺 大ホール）[26]
- ミュージカル『ベートーベン先生の曖昧日記』リーディング公演（2021年11月6日 - 7日、新橋演舞場別館 心音） - リース 役

2022年
- 『SAMBA NIGHT 2022』（2022年5月24日 - 29日、博品館劇場） [27]

2024年
- ミュージカル『ファンレター』（2024年9月9日 - 30日、シアタークリエ / 10月、兵庫県立芸術文化センター 阪急中ホール） - キム・スナム 役[28]
- 舞台『覇権DO!!〜戦国高校天下布武〜』（2024年11月1日 - 5日、シアター・アルファ東京） - クミコ 役[29]

2025年
- ミュージカル『ALTAR BOYZ 2025』（2025年12月〈予定〉） - アブラハム 役[30]

### ライブ・イベント
- SUMMARY 2008（2008年8月2日 - 9月5日、青海J地区特設会場 Johnnys Theater）
- フォーラム新記録！！ジャニーズJr. [1日4公演やるぞ！]コンサート（2009年6月7日、東京国際フォーラム ホールA）
- 夏休みジャニーズJr.全員集合（2009年8月18日、東京国際フォーラム ホールA）
- 滝様(タッキーサマー) CONCERT '09 Youも乗っちゃいなよ～Tackey Summer(滝様) JET（2009年6月27日 - 6月28日、横浜アリーナ）
- Hey! Say! サマーコンサート'09 JUMP天国（2009年7月23日 - 7月29日、横浜アリーナ）
- ファン感謝DAY 2009 ジャニーズ選抜大運動会（2009年12月13日、東京ドーム）
- Kis-My-Ftに逢えるdeShow（2009年12月18日 - 12月20日、横浜アリーナ）
- Hey! Say! JUMP CONCERT TOUR 2009-2010（2010年1月2日 - 1月6日、横浜アリーナ）
- Kis-My-Ftに010 逢える de Show（2010年3月30日 - 4月1日、横浜アリーナ）
- Live STOMP vol.3 コンサート（2014年9月6日、東京・Blues Alley Japan / 9月20日、大阪・Flamingo the Arusha）[31]
- Live STOMP ～Counfulence コンフルエンス～（2016年11月25日、オーキッドミュージックサロン）
- MUSIC THEATRE SHOWCASE（2018年8月20日、新宿御苑PAPERA）
- 常川藍里 バースデー・イベント（2018年9月25日、東京倶楽部 目黒店）
- 洗足学園音楽大学ホームカミングコンサート（2018年11月11日、洗足学園音楽大学食堂）
- 『常川藍里 solo concert 〜with you〜』（2019年2月1日、神楽坂The Glee）
- 常川藍里ソロコンサート『goes 1 way』（2020年2月9日、神楽坂The Glee）
- Japan Youth Dance Featival（2021年4月10日・11日） - 審査員
- Japan Youth Dance Featival（2022年4月10日） - 審査員

### テレビ
- 第60回NHK紅白歌合戦（2009年3月31日、NHK）
- ザ少年倶楽部（2009年～、NHK）